# Corinna May
Corinna May (Bremen, 10 oktober 1970), is een Duitse zangeres. May is blind vanaf haar geboorte. Als kind had ze altijd al muziek om zich heen; haar vader had een enorme collectie jazzplaten. Al snel begon Corinna te zingen in een schoolkoor en daarna in een gospelkoor.
Na verschillende talentenjachten kon Corinna May haar eerste album uitbrengen in 1997; dit was, helemaal in de geest van haar jeugd, een jazzalbum. De plaat was in eigen beheer geproduceerd. Twee jaar later bracht ze het album Wie ein Stern (Als een ster) uit.
Haar definitieve doorbraak kwam in 1999 met de Duitse voorronde voor het Eurovisiesongfestival. Ze won, maar haar lied Hör den Kindern einfach zu (Luister gewoon naar de kinderen) werd gediskwalificeerd omdat iemand anders het al op de plaat gezet had. Haar tweede poging was in 2000 met het lied I believe in God, maar nu werd ze tweede.
Driemaal was in 2002 scheepsrecht. Met het lied I can't live without music vertegenwoordigde ze Duitsland op het songfestival. Ze was niet erg succesvol want ze kwam niet verder dan een 21e plaats.
Haar meest recente single heette Endless miles. Dit werd geen hit in Duitsland.
1956: Freddy Quinn + Walter Andreas Schwarz · 
1957: Margot Hielscher · 
1958: Margot Hielscher · 
1959: Alice & Ellen Kessler · 
1960: Wyn Hoop · 
1961: Lale Andersen · 
1962: Conny Froboess · 
1963: Heidi Brühl · 
1964: Nora Nova · 
1965: Ulla Wiesner · 
1966: Margot Eskens · 
1967: Inge Brück · 
1968: Wenche Myhre · 
1969: Siw Malmkvist · 
1970: Katja Ebstein · 
1971: Katja Ebstein · 
1972: Mary Roos · 
1973: Gitte · 
1974: Cindy & Bert · 
1975: Joy Fleming · 
1976: Les Humphries Singers · 
1977: Silver Convention · 
1978: Ireen Sheer · 
1979: Dschinghis Khan · 
1980: Katja Ebstein · 
1981: Lena Valaitis · 
1982: Nicole · 
1983: Hoffmann & Hoffmann · 
1984: Mary Roos · 
1985: Wind · 
1986: Ingrid Peters · 
1987: Wind · 
1988: Maxi & Chris Garden · 
1989: Nino de Angelo · 
1990: Chris Kempers & Daniel Kovac · 
1991: Atlantis 2000 · 
1992: Wind · 
1993: Münchener Freiheit · 
1994: Mekado · 
1995: Stone & Stone · 
1997: Bianca Shomburg · 
1998: Guildo Horn & Die Orthopädischen Strümpfe · 
1999: Sürpriz · 
2000: Stefan Raab · 
2001: Michelle · 
2002: Corinna May · 
2003: Lou · 
2004: Max · 
2005: Gracia · 
2006: Texas Lightning · 
2007: Roger Cicero · 
2008: No Angels · 
2009: Alex Swings Oscar Sings · 
2010: Lena Meyer-Landrut · 
2011: Lena Meyer-Landrut · 
2012: Roman Lob · 
2013: Cascada · 
2014: Elaiza · 
2015: Ann Sophie · 
2016: Jamie-Lee Kriewitz · 
2017: Levina · 
2018: Michael Schulte · 
2019: S!sters · 
2021: Jendrik Sigwart · 
2022: Malik Harris · 
2023: Lord of the Lost · 
2024: Isaak · 
2025: Abor & Tynna
- Gemeinsame Normdatei: 135109426
- International Standard Name Identifier: 0000 0000 1591 3874
- MusicBrainz: 688d73ef-ec40-482b-bfac-d927e43fde03
- Virtual International Authority File: 304836454